# Hockey su prato ai Giochi della VII Olimpiade
Il torneo di hockey su prato dei Giochi della VII Olimpiade si svolse allo stadio Olimpico di Anversa fra il 1 e il 5 settembre 1920.

## Formula
Le quattro nazioni iscritte disputarono un girone all'italiana. Le medaglie furono assegnate secondo la classifica finale.

## Risultati
| Anversa 1º settembre 1920 | Gran Bretagna | 5 – 1 | Danimarca | Stadio Olimpico |

| Anversa 1º settembre 1920 | Belgio | 3 – 2 | Francia | Stadio Olimpico |

| Anversa 3 settembre 1920 | Gran Bretagna | 12 – 1 | Belgio | Stadio Olimpico |

| Anversa 3 settembre 1920 | Danimarca | 9 – 1 | Francia | Stadio Olimpico |

| Anversa 4 settembre 1920 | Gran Bretagna | – | Francia | Stadio Olimpico |

| Anversa 5 settembre 1920 | Danimarca | 2 – 0 | Belgio | Stadio Olimpico |

## Classifica Finale
| POS.    | Squadra       | P.ti | G | V | P | S | GF | GS | DR  |
| ------- | ------------- | ---- | - | - | - | - | -- | -- | --- |
| Oro     | Gran Bretagna | 6    | 3 | 3 | 0 | 0 | 17 | 2  | +15 |
| Argento | Danimarca     | 4    | 3 | 2 | 0 | 1 | 15 | 8  | +7  |
| Bronzo  | Belgio        | 2    | 3 | 1 | 0 | 2 | 6  | 19 | -13 |
| 4°      | Francia       | 0    | 3 | 0 | 0 | 3 | 3  | 12 | -9  |

## Formazioni
| Gran Bretagna | Danimarca | Belgio | 4° Francia |
| --- | --- | --- | --- |
| Harry Haslam Jack Bennett Charles Atkin Harold Cooke Eric Crockford Cyril Wilkinson William Smith Stanley Shoveller Rex Crummack Arthur Leighton Sholto Marcon George McGrath Jack MacBryan Harold Cassels Colin Campbell | Andreas Rasmussen Hans Christian Herlak Erik Husted Frands Faber Henning Holst Hans Jørgen Hansen Steen Due Hans Bjerrum Thorvald Eigenbrod Svend Blach Ejvind Blach Paul Metz | Charles Delelienne Maurice Van Den Bemden René Strauwen Raoul Daufresne de la Chevalerie Fernand de Montigny Adolphe Goemaere Pierre Chibert André Becquet Raymond Keppens Pierre Valcke Jean Van Nerom Robert Gevers Louis Diercxsens Charles Gniette | Paul Haranger Robert Lelong Pierre Estrabant Georges Breuille Jacques Morise Édmond Loriol Désiré Guard Roland Bedel André Bounal Gaston Rogot Pierre Rollin |